# Daniel Onega
Daniel «Tito» Onega (Las Parejas, Santa Fe; 17 de marzo de 1945) es un exfutbolista argentino que jugaba de delantero. Fue destacado su paso en el C. A. River Plate de la Primera División de Argentina.
Se convirtió en el máximo goleador en la Copa Libertadores 1966 con 17 tantos, estableciendo el récord de más goles anotados en una sola edición del torneo, un récord que no ha sido superado. Su hermano Ermindo Onega fue también futbolista de River y ambos jugaron juntos.
Fue internacional con la Selección de fútbol de Argentina, con trece partidos y cuatro goles.

## Trayectoria

### Carrera como jugador

#### Comienzos en River Plate

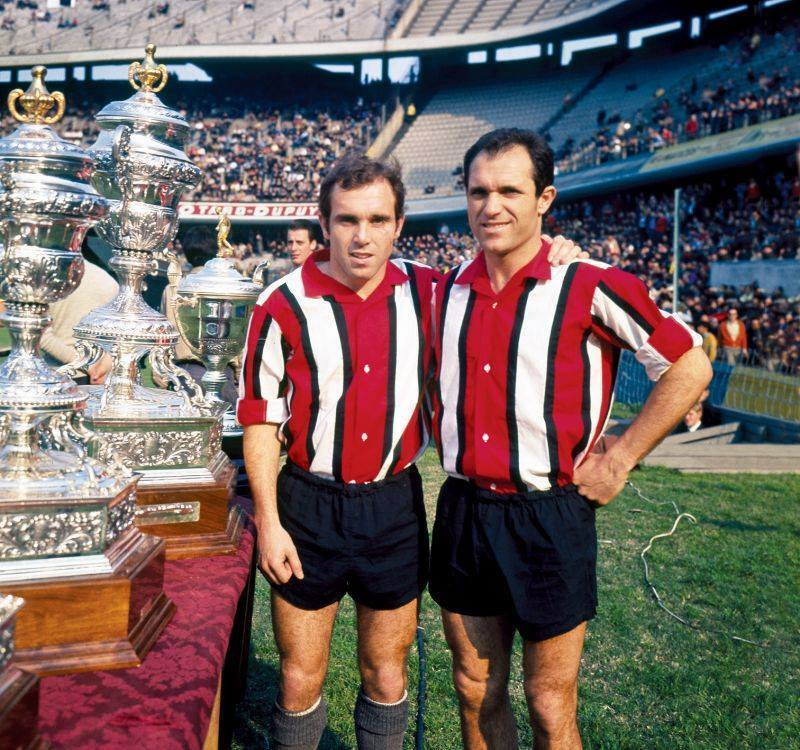
Daniel Onega junto a su hermano Ermindo.

Apodado "El Fantasma" por sus apariciones rápidas y sorpresivas en el área, jugaba de Centrodelantero/mediocampista ofensivo, lo que modernamente se dice "mediapunta." Hermano menor de Ermindo Onega (le llevaba seis años) con el que alcanzó a jugar en la Primera de River Plate.
Aquel lo trajo de Las Parejas, población de la provincia de Santa Fe, donde nacieron, a probarse en la novena división. Hizo todas las inferiores en el club hasta debutar en Primera. Suplente en el comienzo, se ganó la titularidad gracias a sus goles. Buen cabeceador y rápido en el área lo encasillaron como un "punta de lanza" y lejos de la técnica de su hermano. Pero fue un caso de notable evolución. Cuando transfirieron a Ermindo, asumió un poco más la conducción del equipo, se hizo más "armador" y demostró su criterio para el manejo de la pelota y el aprovechamiento de sus compañeros: era el gran servidor de pelotazos para el pique explosivo de Oscar "Pinino" Más. 
En 1966, en una extraordinaria temporada, Daniel Onega, fue el máximo goleador de la Copa Libertadores de América, con 17 tantos, récord de mayor anotador en una edición del torneo, que aún esta vigente. Además condujo al equipo argentino por primera vez en su historia a la final del máximo torneo continental.
Fue convocado varias veces para la Selección y estuvo en el equipo de River que, dirigido por Ángel Labruna, entre 1967 y 1970 estuvo siempre al borde del título sin conseguirlo, aunque si fue varias veces Subcampeón. Como a su hermano, le endosaron esa "culpa" de no salir campeón y por eso algún sector de hinchas lo resistió. 
Fue integrante de la Selección Argentina de 1966 a 1971 y participó en las eliminatorias de 1969 válidas para el Campeonato Mundial de 1970 en México, que finalmente no se clasificó. 

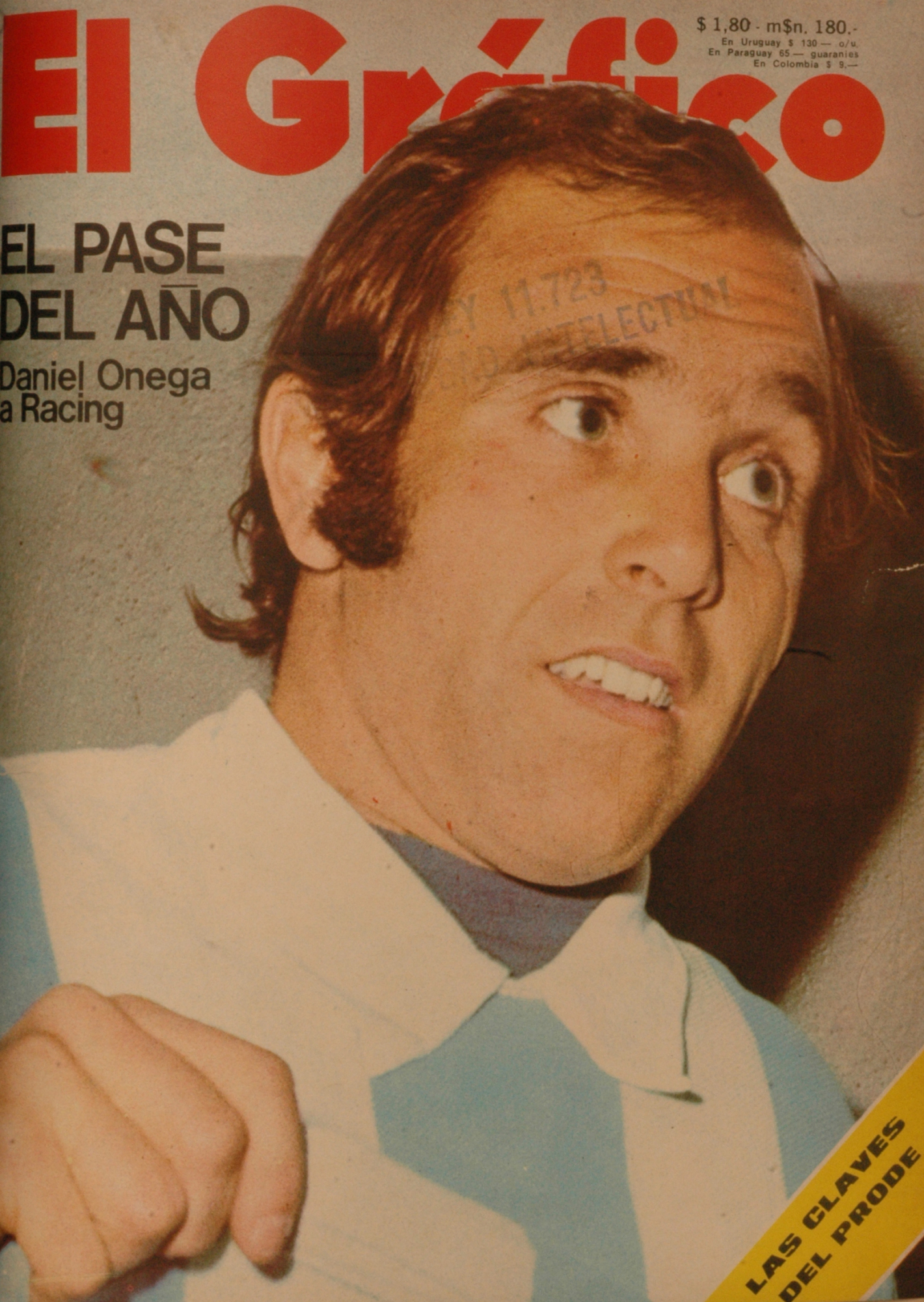
Daniel Onega en la tapa de El Gráfico, febrero de 1972

#### Racing, vuelta a River y Córdoba CF
En 1972 pasó a préstamo a Racing Club, donde dejó un buen recuerdo por sus condiciones. En esa temporada el equipo fue segundo de San Lorenzo. Volvió a River, pero su ciclo en la entidad concluyó al finalizar 1973. Se fue a España y actuó allí en el Córdoba hasta 1977.

#### Paso por Colombia y retiro
En 1978 llegó al Millonarios de Bogotá a mediados de la temporada, venía sin ritmo, pues se había retirado al finalizar 1977, sin embargo en pocos partidos recuperó su nivel, siendo figura clave para el equipo azul en la obtención del Undécimo Campeonato de Millonarios en el Fútbol Profesional Colombiano. Luego de por fin coronarse campeón, esta vez si se retiró definitivamente del fútbol.

### Carrera como técnico
Como técnico dirigió a Renato Cesarini de Rosario (1983), club que contribuyó a fundar, junto con Ermindo, Luis Artime y los hermanos Solari. Renato Cesarini había sido el técnico que le tomó la prueba en River, lo proyectó en las inferiores y cuando regresó al país para dirigir la Primera lo hizo debutar en la división superior.

## Estadísticas

### Clubes
| Club              | País      | Año       | Partidos | Goles |
| ----------------- | --------- | --------- | -------- | ----- |
| C. A. River Plate | Argentina | 1966-1971 | 207      | 87    |
| Racing Club       | Argentina | 1972      | 41       | 9     |
| C. A. River Plate | Argentina | 1973      | 6        | 1     |
| Córdoba C. F.     | España    | 1974-1977 | 126      | 20    |
| Millonarios F. C. | Colombia  | 1978      | 34       | 17    |

### Selección nacional
| Selección | Año       | Partidos | Goles |
| --------- | --------- | -------- | ----- |
| Argentina | 1966-1972 | 13       | 4     |

## Palmarés
| Título                | Club              | País     | Año  |
| --------------------- | ----------------- | -------- | ---- |
| Campeonato colombiano | Millonarios F. C. | Colombia | 1978 |

### Distinciones individuales
| Distinción                                         | Año  |
| -------------------------------------------------- | ---- |
| Máximo goleador de la Copa Libertadores (17 goles) | 1966 |

## Récords
- Jugador con más goles en una edición de Copa Libertadores de América, con 17 goles en 1966.

## Filmografía
Fue entrevistado para el filme documental estrenado en 2019 River, el más grande siempre que narra la historia del club.